# 1503 Куопіо
1503 Куопіо (1503 Kuopio) — астероїд головного поясу, відкритий 15 грудня 1938 року.
Тіссеранів параметр щодо Юпітера — 3,362.